# Andrej Šal'opa
Andrej Šal'opa (Leningrado, 19 febbraio 1972) è un regista russo.

## Filmografia parziale

### Regista
- Pojmat' ved'mu (2008)
- 28 panfilovcev (2016)